# Bréiner Castillo
Pour les articles homonymes, voir Castillo.
Bréiner Castillo, né le 5 mai 1978 à Barbacoas (Colombie), est un footballeur colombien, évoluant au poste de Gardien de but avec le club de Boyacá Chicó. Au cours de sa carrière, il évolue au Deportivo Cali, à Millonarios, au SD Aucas, à l'Atlético Nacional, au Deportes Tolima, à l'Independiente Medellín, au Real Cartagena et au Deportivo Táchira ainsi qu'en équipe de Colombie.
Castillo ne marque aucun but lors de ses quatre sélections avec l'équipe de Colombie entre 2005 et 2010. Il participe à la Copa América en 2004 et 2011 avec la Colombie.

## Carrière
- 1997-2002 :  Deportivo Cali
- 2002 :  Millonarios
- 2003-2004 :  Deportivo Cali
- 2005 :  SD Aucas
- 2005-2006 :  Atlético Nacional
- 2006-2007 :  Deportivo Cali
- 2008-2010 :  Deportes Tolima
- 2010-2012 :  Independiente Medellín
- 2012 :  Real Cartagena
- 2013 :  Deportivo Táchira
- 2014-:  Boyacá Chicó[2]

## Palmarès

### En équipe nationale
- 4 sélections et 0 but avec l'équipe de Colombie entre 2005 et 2010